# Acadie (album)
Pour les articles homonymes, voir Acadie (homonymie).
Albums de Daniel Lanois
For the Beauty of Wynona
(1993)
Singles
1. Jolie Louise
Sortie : 1989
2. The Maker
Sortie : 1989
3. Under a Stormy Sky
Sortie : 1989

Acadie est le premier album du producteur et musicien canadien Daniel Lanois. Il est sorti le 26 septembre 1989 sur le label Opal/Warner Bros. Records et a été réédité en 2008 sous le titre Acadie : Goldtop Edition avec six chansons supplémentaires. Une chanson qui porte le titre de l'album, Acadie, est encore à ce jour inédite.

## Historique
L'album a été enregistré dans des studios de La Nouvelle Orléans en Louisiane. Des enregistrements supplémentaires ont eu lieu dans les studios de Brian Eno, les Wilderness Studios à Woodbridge en Angleterre, aux studios STS de Dublin en Irlande avec Paul Barrett ainsi qu'aux Grant Avenue Studios de Hamilton au Canada.
Pour ce premier album, Daniel Lanois s'est entouré de ceux avec qui il a travaillé en tant que producteur :
- Brian Eno joue les claviers et s'occupe aussi des traitements de sons. Le résultat est perceptible sur des chansons comme Ice ou St Ann's Gold  par exemple, où, en plus de l'omnichord de Daniel Lanois, on entend le travail de traitements de Brian Eno sur les claviers. La première partie de la pièce White Mustang II se retrouve sur l'album de Brian Eno Music for Films (1978) sous le simple titre White Mustang.
- La section rythmique de U2, Larry Mullen Junior et Adam Clayton joue sur trois chansons, The Maker, Still Water et Jolie Louise. The Maker a cette particularité d'avoir deux basses distinctes, la première jouée par Daniel Lanois et la seconde jouée par Adam Clayton, chacun jouant des accords différents, ce qui donne son charme a la chanson ; on peut percevoir les différences sur les 2 autres versions disponibles sur la réédition de 2008.

- Aaron Neville prête sa voix sur une relecture d'une chanson traditionnelle, "Amazing Grace". Les deux autres frères Neville, Art et Cyril, assistent Daniel sur ce disque.
- On y trouve également le guitariste Bill Dillon, un musicien né en Angleterre qui a joué avec Peter Gabriel, Sarah McLachlan, Joni Mitchell et Kevin Parent.

Il est réédité le 14 juin 2008 avec six titres bonus et nommé le 20e meilleur album canadien de tous les temps en 2007 par Bob Mersereau dans son livre The Top 100 Canadian Albums.
Au Canada l'album entre dans le top 40 et est certifié disque d'or en 1991. Aux États-Unis il se classe à la 166e place du Billboard 200.
C'est la photographe Lynn Goldsmith qui a pris le cliché de la pochette de l'album original de 1989 ; celle-ci a par la suite été remplacée par une photo de Danny Clinch sur le livret qui orne la réédition de 2008, ainsi que des photographies de Karen Kuehn et Bob Lanois.

## Liste des titres
Toutes les chansons composées par Daniel Lanois sauf indications contraires ;

### Album original
1. Still Water  – 4:29
2. The Maker   – 4:13
3. O Marie  – 3:13
4. Jolie Louise  – 2:41
5. Fisherman's Daughter   – 2:47
6. White Mustang II (Brian Eno/Daniel Lanois)  – 2:54
7. Under A Stormy Sky  – 2:20
8. Where The Hawkwind Kills  – 3:51
9. Silium's Hill  – 3:00
10. Ice  – 4:26
11. St. Ann's Gold (Malcolm Burn/Daniel Lanois)  – 3:31
12. Amazing Grace (traditionnel, arrangements par Daniel Lanois et John Newton)  – 3:47

### Titres Bonus sur la réédition de 2008
1. The Maker (Early bass and lyrics) – 4:38
2. The Maker (Calypso demo) – 4:23
3. Still Water (From Eno's House) – 4:33
4. Jolie Louise (Before Dublin) – 2:38
5. Early Dourado Sketch – 2:52
6. The Source of Fisherman's Daughter (Instrumental Version) – 4:28

La chanson Acadie, qui donne son titre à l'album, n'a jamais été éditée et n'a pas trouvé sa place sur l'album. On peut toutefois la trouver sur Youtube.

## Personnel
- Daniel Lanois ; chant, guitare acoustique, électrique et pedal steel, dobro, basse sur Stll Water et omnichord sur Ice et St Ann's Gold
- Malcolm Burn ; claviers, guitares, chœurs
- Brian Eno ; claviers, traitements sur les claviers, chœurs
- Tony Hall ; basse
- Willie Green ; batterie

Musiciens invités :
- Bill Dillon ; guitare
- Mason Ruffner ; guitare sur Under a Stormy Sky
- Pierre Marchand ; claviers
- Art Neville ; piano
- Roger Eno ; piano et synthétiseur sur St Ann's Gold
- Ed Roth ; accordéon sur Jolie Louise
- Adam Clayton ; basse sur Still Water et Jolie Louise
- Larry Mullen Junior ; batterie sur Still Water et Jolie Louise
- James May ; trompette sur White Mustang II
- Aaron Neville ; chœurs sur The Maker et chant sur Amazing Grace
- Cyril Neville ; percussions

## Charts et certifications
| Pays       | Durée du classement | Meilleur classement |
| ---------- | ------------------- | ------------------- |
| Canada     | 25 semaines         | 36e                 |
| États-Unis | 5 semaines          | 166e                |
| Suisse     | 7 semaines          | 16e                 |

| Pays   | Certification | Ventes   | Date       |
| ------ | ------------- | -------- | ---------- |
| Canada | Or            | 50 000 + | 26/08/1991 |

Charts singles
| Année       | Single         | Chart   | Durée du classement | Position |
| ----------- | -------------- | ------- | ------------------- | -------- |
| 1989 / 1990 | "Jolie Louise" | Top 100 | 13 semaines         | 33e      |